# Неправителствена организация
Вижте пояснителната страница за други значения на НПО.
Неправителствената организация (съкр. НПО) е фондация или сдружение, независимо от управлението на държавата. По света има над 40 000 международни НПО.
Терминът е преведен дословно (но неточно) от английски: Non-governmental organization, NGO, като тук governmental означава не „правителствен“ (с по-тесен обхват), а по-широкото „управленски“ (т.е. свързан с управлението на държавата на което и да е равнище – от държавен глава до местна власт). Макар преводният да е разпространен, в България се използва по-точно изразеният термин организация с нестопанска цел или (по закона) юридическо лице с нестопанска цел (с подвидове: сдружение и фондация), измествайки предишния израз нестопанска организация. Особена форма на НПО е фондацията, която в България се учредява приживе или по случай на смърт с едностранен учредителен акт на дарителя.
Организацията развива обществена дейност без стопанска цел (тоест няма за цел извличане на печалба), като се финансира от източници, несвързани с политическата власт (на държавно, регионално, местно равнище). Такива източници могат да бъдат: членски внос, членски и външни дарения, евентуално (при особен режим) приходи от стопанска дейност. По изключение (и с отделна юридическа и данъчна регистрация) НПО могат да извършват допълнителна стопанска дейност, свързана с предмета на основната им дейност, като използват прихода за постигане на определените в устава (учредителния акт) цели. Допустимо е и финансиране от държавата при условия и по ред, определени в съответно специално законодателство.
Обхватът на дейностите на неправителствените организации е обширен: опазване на околната среда, защита на общностни (например браншови) интереси, взаимопомощ, помощ за уязвими групи, лобизъм и много други.
Освен стопанските има и други организации (политически, синдикални, религиозни и пр.), чиято дейност обикновено се регулира с отделно законодателство.

## Неправителствените организации в България
От 1949 до 1989 г. такива организации в България не съществуват, защото всичко е подчинено пряко или косвено на установилата се власт на БКП и БЗНС. Своето развитие НПО започват след демократичните промени между 1989 и 1991 г., когато е приета Конституцията на Република България
Дейността на НПО в България понастоящем се регламентира от специалния Закон за юридическите лица с нестопанска цел, публикуван в „Държавен вестник“, бр. 81 от 06.10.2000 г., в сила от 1 януари 2001 г., с последно изменение от 05.06.2009 г.